# 明詮
明詮（みょうせん、延暦8年（789年） - 貞観10年5月16日（868年6月10日））は平安時代初期の元興寺の僧。大原桜井の孫。左京人。

## 生涯
若くして、父・大原石本を亡くし、母・橘氏に愛されて育ったものの、15歳の時（延暦22年・803年）その母も亡くなった。明詮は帰無することが無上であり報恩であると考え、出家した。
まず元興寺の施厳について、法華経と最勝王経を学ぶも、施厳は「あなたの器は弘遠であり、私の及ぶところでない。」といって、明詮を同寺の仲継に委ねた。仲継は明詮を「法門の領袖」と評した。弘仁10年（819年）、受戒した。
承和14年（847年）1月14日、大極殿の吉祥斎会で円珍と論議した。春澄善縄によれば、円珍は「法相の猛虎にして、峨巘に独歩する」明詮の舌を巻かせたという。
嘉祥3年（850年）2月22日から3日間、法相宗の代表として、三論宗の実敏、天台宗の光定、真言宗の円鏡とともに、清涼殿にて仁明天皇御前で法華経を講じた。『日本高僧伝要文抄』によれば、明詮は「言辞自若」で諸賢を屈服させたといい、滋野貞主と小野篁は「その名は聞いていたが、名が実を越えているのではないかと恐れれていた。しかし今は実が名を越えているのではないかと恐れている」と驚嘆し、天皇も「朕はこの人を知らなかったが、一代の聖教はここにある」と皇太子に言ったという。
貞観10年（868年）3月16日、弟子の賢応が卒し、明詮もまた病に倒れた。明詮は音石山に帰り、5月16日、80歳で卒した。前日に、明詮は弟子に本元興寺の金鼓を鳴らさせて懺悔の法とし、夜通し弥勒の宝号を唱えさせた。夜、明詮は念仏の声に驚いて起きると、慧達と真紹に離別の書を書き、頻りに曙かと尋ねた。弟子たちは、まだ曙ではありませんと答え、明詮が曙を待って入滅することを惜しんだが、朝になり、天が明るくなったことを知って、明詮は亡くなったという。なお、『元亨釈書』では享年60歳。

## 逸話

### 元興寺玉華院
仁明天皇は、文徳天皇に、明詮を僧綱に補任するよう遺詔していた。悪僧たちはこれを妬んで、明詮の罪を探した。
一方で、明詮は昔、夢で兜率天に詣でて、弥勒から受記していた。明詮は夢で見た弥勒の像を作りたいと思い、元興寺の南に玉華院を建てて、工匠に夢で見た弥勒のことをつぶさに説明して、弥勒像を作らせ、玉華院に安置した。悪僧らは、これを明詮の罪として「明詮は私的に道場を建てるために、寺僧の僧供の食事が絶えた」と言い立てた。
そこで、勘問使8人と武装した東大寺・元興寺・大安寺の強力者60人が派遣された。彼らは、元興寺客房院に着くと、明詮らを威嚇した。明詮の弟子たちは恐ろしくなったものの、明詮はいつものように笑っていたため、皆の愁いはなくなった。
勘問の初め、まず三綱らが次のように答えた。「明詮が元興寺別当になってから数年、僧供が絶えたことは一月しかなく、これは他にないことである。私的に道場を建てたのは檀越の力でであり、寺費ではない。我が大師になんの負い目があろうか。」勘問使らはこれに答えられず、翌朝出直すことにした。
この日、文徳天皇は、明詮を権律師にした。翌朝、勘問使らが明詮を待っていると、このことを告げる宣命が届いた。勘問使らは色を失い、逃亡した。
貞観3年（861年）3月、玉華院で大会を修し、「弥勒初会」と号した。明詮は「弥勒の出世には三会があり、これがその初会であり、第二第三は後世に委ねる」と言った。
玉華院は治承4年（1180年）に平重衡の南都焼討で焼亡した。

### 雨垂れ石を穿つ
若い頃、明詮は他より抜きん出たい思っていたが、要領が悪く、それを屈辱に思っていた。ある時、明詮が雨の降る中休んでいると、石段のうちで、庇から水滴が落ちてくる箇所だけが窪んでいることに気付いた。最も柔らかい物である水滴が最も硬い物である石を時間をかけて穿ったことを知り、猛省して、自分は愚か者であるといえども、こんなところで休んでいるべきではないと思い、房に帰って、以来昼夜なまけずに勉学に励み、寝食も書斎で取った。こうして、明詮は南都で名声を得るに至った。

## その他
- 『平安遺文』所収の貞観2年（860年）と3年（861年）の僧綱牒では、明詮を東大寺僧としている[4]。
- 立本寺蔵の『妙法蓮華経』寛治元年（1087年）写本に、明詮の訓点が移点されている[13]。

## 僧歴
『五十音引僧綱補任　僧歴綜覧』と六国史による
- 弘仁10年（819年）：受戒[5]
- 嘉祥2年（849年）：維摩講師[14]
- 仁寿元年（851年）7月17日：権律師
- 仁寿3年（853年）10月25日：少僧都
- 貞観6年（864年）2月16日：法眼和上位大僧都
- 貞観10年（868年）5月16日：入滅

## 伝記
- 宗性『日本高僧伝要文抄』巻3
- 虎関師錬『元亨釈書』巻2
- 高泉性潡『東国高僧伝』巻4
- 卍元師蛮『本朝高僧伝』巻6